# Княжьи Горы (Тверская область)
Кня́жьи Го́ры — село в Зубцовском районе Тверской области России, административный центр Княжьегорского сельского поселения.
Расположено в 45 км на восток от райцентра — города Зубцова. Железнодорожная станция Княжьи Горы на линии Москва — Ржев — Рига (историческая Московско-Виндавская железная дорога).
Возникло в начале XX века как посёлок при ж/д станции в составе Краснохолмской волости Зубцовского уезда. В 1902—1903 годах грузооборот станции Княжьи Горы составлял свыше 1 млн пудов в год.
В селе имеются Княжегорская средняя общеобразовательная школа, детский сад, Княжегорский офис врача общей практики, Дом культуры, отделение почтовой связи.
Главное предприятие села — Княжегорский леспромхоз. До 2009 года в его ведении находилась узкоколейная железная дорога, по ней осуществлялась вывозка добытого леса и отходов производства.
С 1929 года село являлось центром Княжегорского сельсовета Погорельского района Ржевского округа Западной области, с 1935 года — в составе Калининской области, с 1960 года — в составе Зубцовского района, с 1994 года — центр Княжегорского сельского округа, с 2005 года — центр Княжьегорского сельского поселения.

## Население
| 1997 | 2002  | 2010 |
| ---- | ----- | ---- |
| 1250 | ↘1124 | ↘989 |

## Галерея

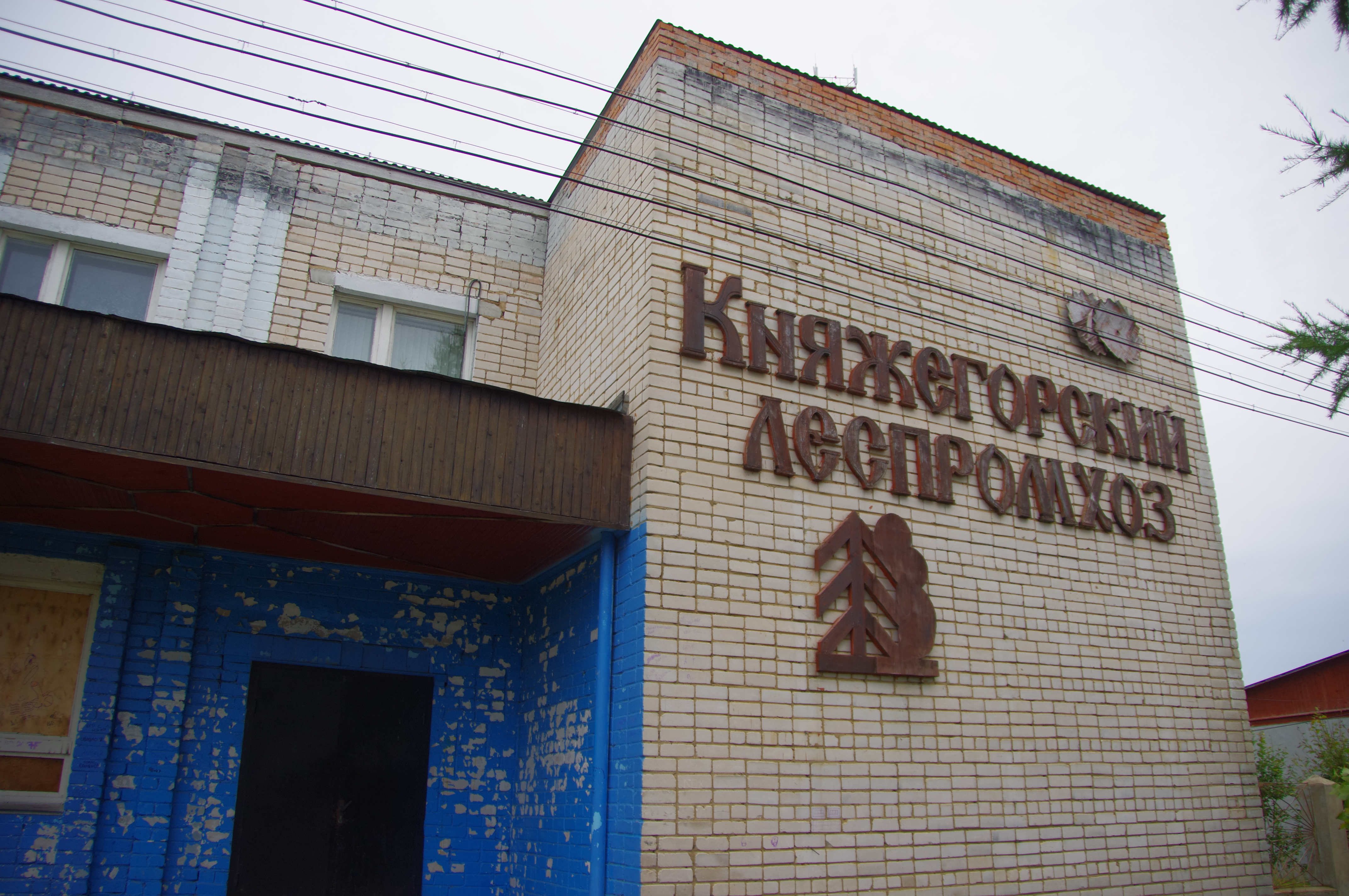
Княжегорский леспромхоз
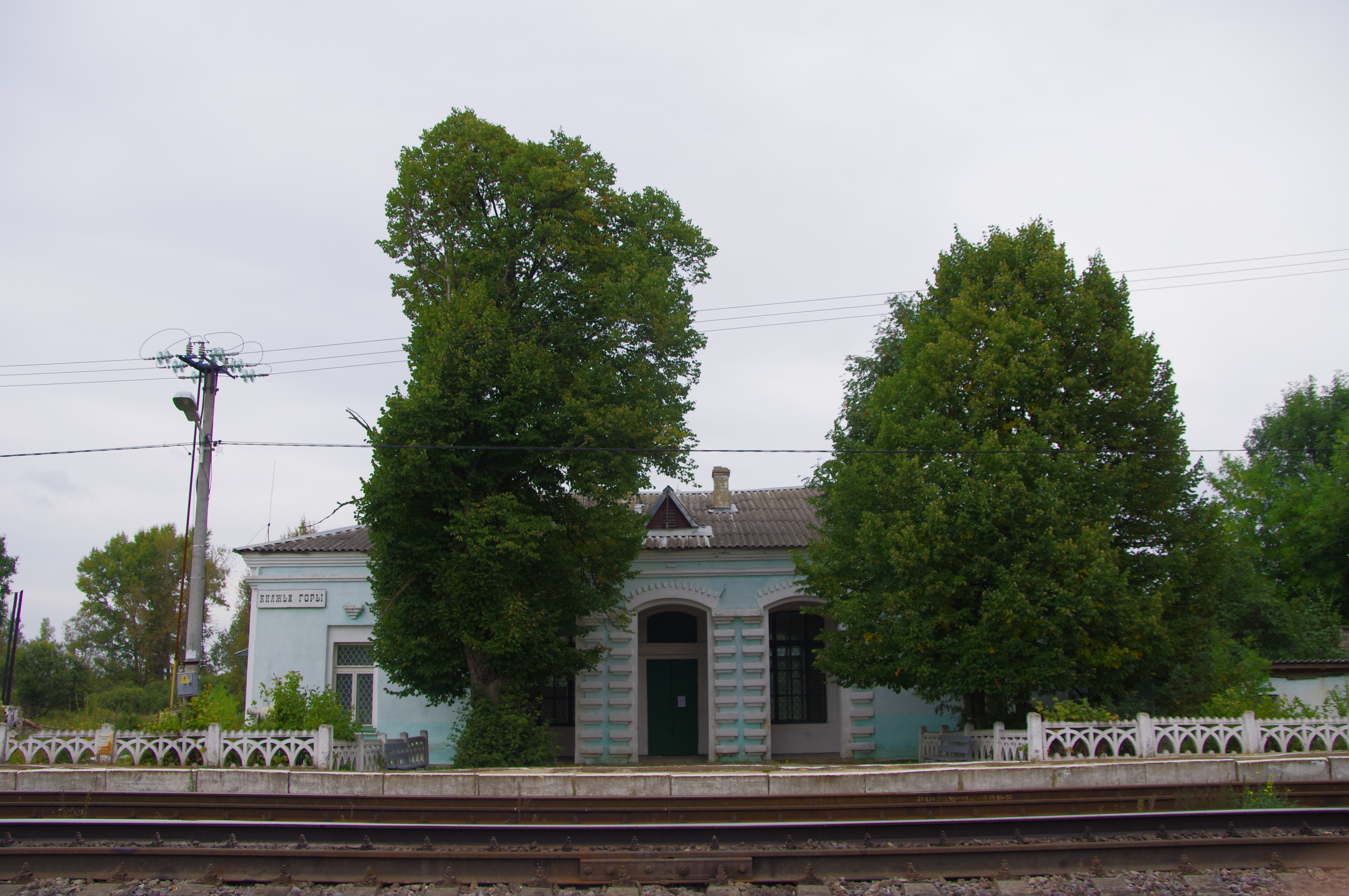
Ж/д станция Княжьи Горы
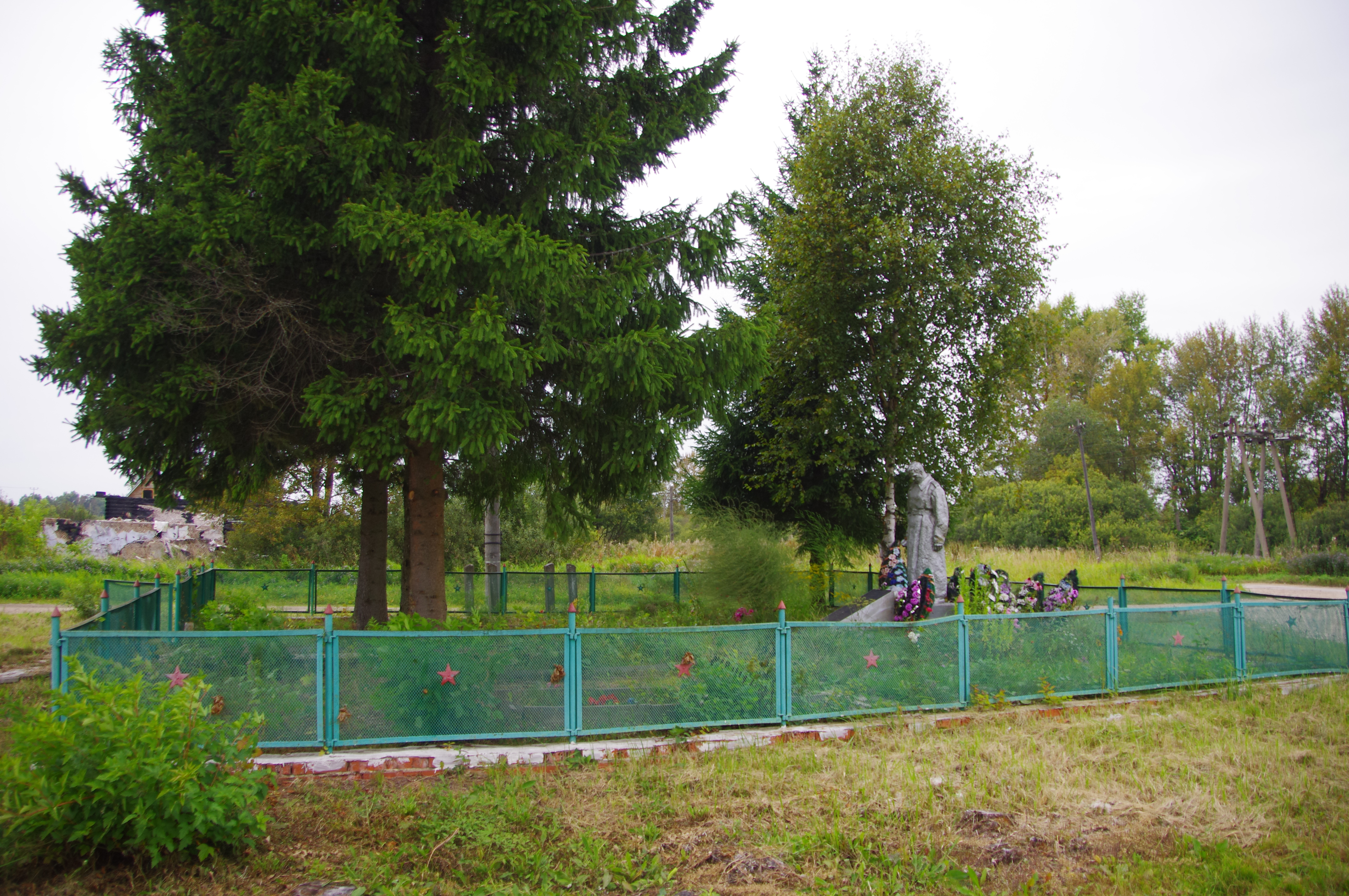
Воинское захоронение